# Едлинка (Словакия)
Едлинка (словац. Jedlinka) — село и одноимённая община в районе Бардеёв Прешовского края Словакии. В письменных источниках начинает упоминаться с 1567 года.

## География
Село расположено в северной части края, вблизи государственной границы с Польшей, к северу от автодороги 77. Абсолютная высота — 408 метров над уровнем моря. Площадь муниципалитета составляет 4,56 км².

## Население
| Год:                | 1994 | 2004     | 2014     | 2024    |
| ------------------- | ---- | -------- | -------- | ------- |
| Количество человек: | 107  | 80       | 89       | 85      |
| Разница:            |      | −25,23 % | +11,25 % | −4,49 % |

По данным последней официальной переписи 2011 года, численность населения Едлинки составляла 87 человек.

## Достопримечательности
- Грекокатолический деревянный храм во имя Покрова Пресвятой Богородицы, 1763 г.